# 麦塞尔达尔文猴
麦塞尔达尔文猴（学名：Darwinius masillae），是生活于始新世的灵长类动物的祖先。为纪念进化论的创立者达尔文，科学家将其命名为麦塞尔达尔文猴。麦塞尔达尔文猴被视为人类进化史上曾经缺失的环节，它的发现有重要的科学意义。 

## 歷史
至今世界上已发现的达尔文猴化石只有一块，名为IDA。 她最初于1983年在德国麦塞尔化石坑出土，当时化石坑已经对外关闭，以做垃圾填满场的准备，化石之后被一个德国私人收藏家收藏。 在保存了20年后，此私人收藏家欲将其出售。最初联络的两家德国博物馆都以价钱太过昂贵而拒绝收购。之后这位德国收藏家联络到了挪威的乔恩·胡鲁姆(Jørn Hurum)，并出示了彩色高清晰的化石照片。乔恩·胡鲁姆马上意识到这是称为missing link的重要化石。尽管德国收藏家当时的开价要一百万美元之多，乔恩·胡鲁姆还是表示了收购意愿。他马上返回挪威筹款。乔恩·胡鲁姆首先联络的是自己就职的奥斯陆自然历史博物馆，但是博物馆没有此经济能力。之后乔恩·胡鲁姆开始联络有赞助商的博物馆，最后奥斯陆博物馆保证提供收购资金。乔恩·胡鲁姆联络德国收藏家，先支付一半的费用，X-光检验后再付余额。 最后化石的成交价为75万美元。
得到化石后，乔恩·胡鲁姆组建了研究小组，包括密歇根大学的进化论学教授菲利浦·金格里奇（Philip D. Gingerich）， 古生物学家Jens Franzen和肯伯格博物馆的Jörg Habersetzer。 
研究组成员达成共识，在研究过程中研究内容对外保密。2008年，研究组和历史频道达成制作记录片的协议，据报道此记录片的版权费用是历史频道有史以来最昂贵的。研究报告发表于PLoS ONE科学杂志。媒体给以高度报道，称之为自然科学界的重大突破。

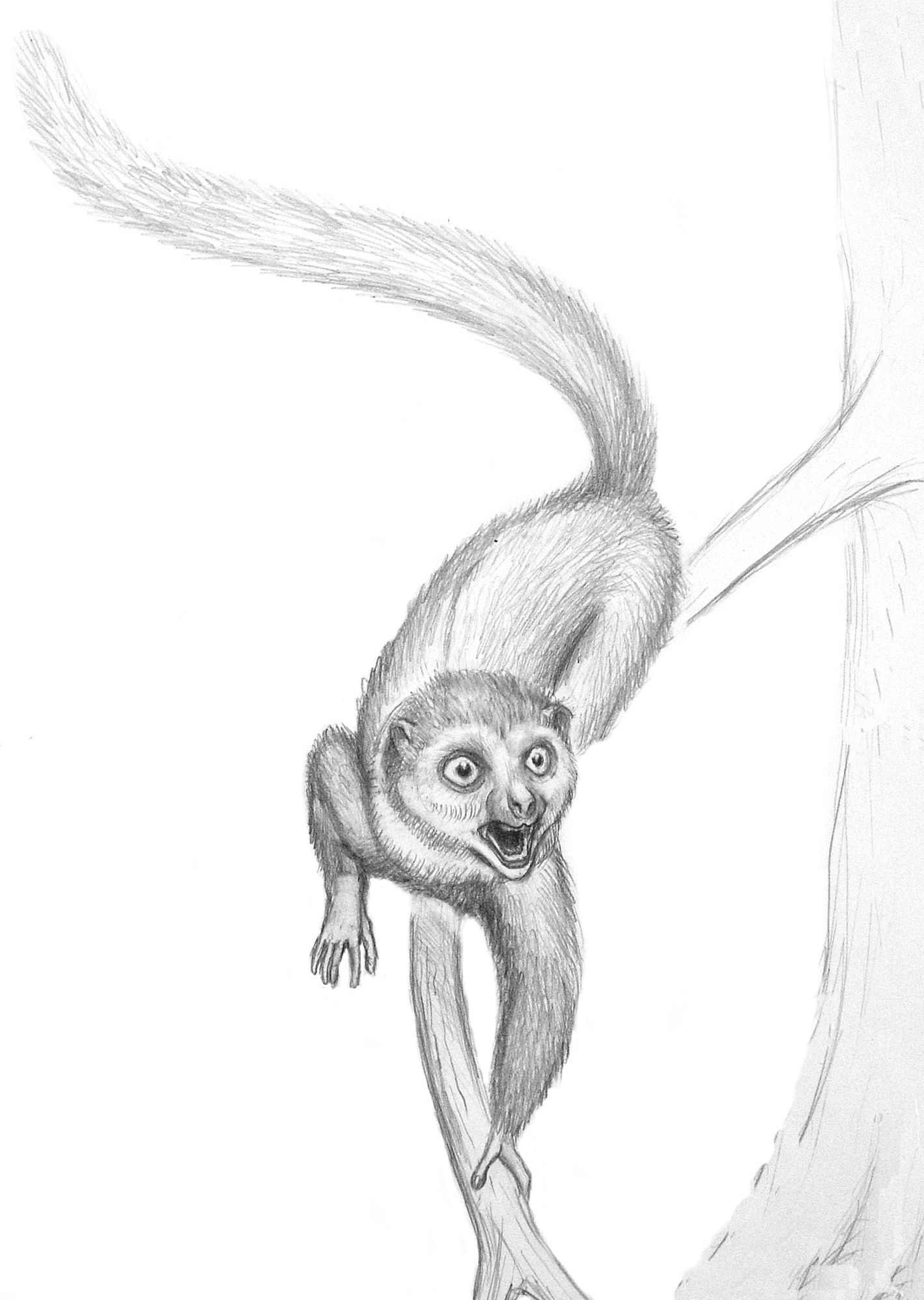
達爾文猴復原圖

化石中的达尔文麦塞尔猴为雌性，8个月大的，相当于人类6岁的孩子。由此乔恩·胡鲁姆想到了以他6岁左右的女儿的名字命名此化石。化石保存的相当完整，有95%，只是少了一小截左后腿。胃部的食物残余可以做达尔文麦塞尔猴的食物分析。
2009年，IDA化石于纽约高调曝光后，此化石被奥斯陆自然历史博物馆收藏。乔恩·胡鲁姆说：“每个博物馆都有一两件代表作品，IDA化石就是奥斯陆自然历史博物馆未来100年里的蒙娜丽莎。”奥斯陆自然历史博物馆的门票为50克朗，低于一份啤酒的价钱（奥斯陆的啤酒价钱为70克朗左右），相信IDA化石将是未来奥斯陆旅游的重要景点。 

## 外部連接
- Life restoration of Darwinius masillae by paleoartist Julius T. Csotonyi（页面存档备份，存于）
- New Darwinius masillae / Ida fossil discovery pictures images background story （页面存档备份，存于）